# Szájzugot felfelé húzó izom

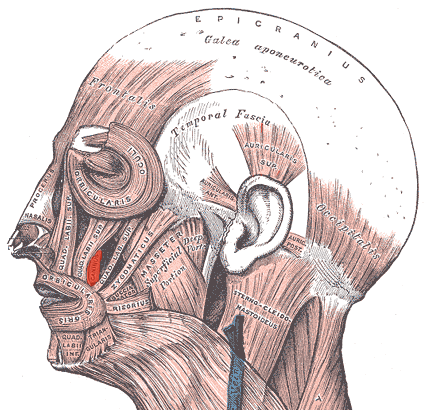
Az arc izmai (a nyíl rámutat az alig látható izomra)

A szájzugot felfelé húzó izom (vagy szájzugemelő izom, latin musculus levator anguli oris vagy musculus caninus) egy apró izom az ember arcán.

## Eredés, tapadás, elhelyezkedés
A felső állcsont (maxilla) szemfogi árok (canine fossa) nevű helyéről ered ami a foramen infraorbitalis alatt helyezkedik el. A száj zugához tapad, ahol több izom fut egybe.

## Funkció
Mosolygáskor emeli, felfelé húzza a szájzugot.

## Beidegzés, vérellátás
A rami buccales nervi facialis idegzi be és a arteria facialis látja el vérrel.

## Külső hivatkozások
- Kép, leírás
- Leírás[halott link]
- Leírás[halott link]